# Řád nezávislosti (Jordánsko)
Řád nezávislosti (arabsky: وسام الاستقلال) je jordánské státní vyznamenání založené roku 1921. Udílen je v pěti třídách za civilní či vojenské zásluhy.

## Historie
Po staletích vlády tureckých sultánů nad Arabským poloostrovem byla po první světové válce v oblasti obnovena arabská samospráva. Řád založil roku 1921 emír Husajn ibn Alí al-Hášimí na počest vzniku Transjordánského emirátu. Po osamostatnění Jordánska v roce 1946 v jeho udíleni pokračoval i nově vzniklý stát. Řád nezávislosti je tak nejstarším jordánským rytířským řádem.
Stříbrná medaile byla udílena do roku 1952 poddůstojníkům, policistům a příslušníkům Arabské legie.

## Insignie
Vzhled nejstarších jordánských řádů vychází z osmanského vzoru. Vzhled mladších řádů vychází z řádů britských, ale odznak má tvar hvězdy, nikoliv kříže, jehož užití by v muslimské zemi nebylo vhodné.
Řádový odznak má tvar deseticípé stříbrné hvězdy, na kterou je položen zlatý vavřínový věnec. Na věnci je položena bíle smaltovaná pěticípá hvězdy s jedním cípem směřujícím dolů. Uprostřed je červeně smaltovaný kulatý medailon se zlatým nápisem arabským písmem Al-Husajn ibn Ali. Ke stuze je připojen pomocí přechodového prvku v podobě zlatého vavřínového věnce.
Řádová hvězda má stejný tvar jako řádový odznak, chybí pouze přechodový prvek. Průměr hvězdy je 88 mm.
Stuha je fialová s bílým a černým pruhem na obou okrajích.

## Třídy
Řád je udílen v pěti řádných třídách a náleží k němu i jedna medaile.
- velkostuha – Řádový odznak se nosí na široké stuze spadající z pravého ramene na levý bok. Řádová hvězda se nosí nalevo na hrudi.
- velkodůstojník – Řádový odznak se nosí na stuze uvázané kolem krku. Řádová hvězda se nosí nalevo na hrudi.
- komtur – Řádový odznak se nosí na stuze uvázané kolem krku. Řádová hvězda této třídě již nenáleží.
- důstojník – Řádový odznak se nosí zavěšený na úzké stuze s rozetou nalevo na hrudi.
- rytíř – Řádový odznak se nosí zavěšený na úzké stuze bez rozety nalevo na hrudi.
- medaile

velkostuha
velkodůstojník
komtur
důstojník
rytíř

## Významní nositelé
Vysoce postavení členové jordánské královské rodiny, stejně jako jordánští premiéři, patří mezi současné nositelé nejvyšší třídy velkostuhy. Mezi další patří zahraniční královské rodiny, významní podnikatelé a kulturní osobnosti.
Velkostuha
- Bacharuddin Jusuf Habibie, prezident Indonésie
- Jaime de Marichalar, bývalý manžel infantky Eleny, vévodkyně z Luga
- Simeon II., král Bulharů a premiér

Velkodůstojník
- Kathleen Kenyon, britská archeoložka